# Moha (Hungría)
Moha es un pueblo del distrito de Székesfehérvár, en el condado de Fejér, Hungría.